# Thorolf Pedersen
Thorolf Frederik Paludan-Müller Pedersen (1. maj 1858 i København – 8. april 1942 på Frederiksberg) var en dansk teatermaler og marinemaler.
Thorolf Pedersen er søn af marineløjtnant Thomas Vilhelm Pedersen, og bror til Viggo Pedersen. I 1883 afgik han fra Kunstakademiet efter året i forvejen at have debuteret på Forårsudstillingen som figurmaler; længe varede det dog ikke, før han så godt som udelukkende kastede sig over marinemaleriet, og på dette fags område har han udfoldet en ikke ringe produktivitet. 1885 fik han den Neuhausenske Præmie for Skibe i Kattegat, Mærssejlskuling; 1895 erhvervede Nationalgalleriet hans store og virkningsfulde Brede Sejl over Nordsjø gaar. Efter Valdemar Gyllichs død (1895) blev han, efter studier i udlandet, ansat som dekorationsmaler ved Det Kongelige Teater.
1. ægteskab17. juni 1887 ægtede han Karen Margrethe Janssen (født 1859), datter af sognepræst Carl Emil Janssen, ægteskabet opløst.
2. ægteskab 29. juni 1916 med Margrethe Luplau Møller (1870 – 1917), datter af adjunkt Hans Georg Møller og Julia Augusta Luplau.

## Ekstern henvisning
- Thorolf Pedersen på Kunstindeks Danmark/Weilbachs Kunstnerleksikon